# 647
647(육백사십칠)은 646보다 크고 648보다 작은 자연수다.

## 수학
- 118번째 소수(素數)다. 앞의 소수는 643, 다음 소수는 653이다.
  - 베르누이 수의 분자 {\displaystyle B_{236}}을 나눌 수 있는 비정규 소수다.
- {\displaystyle 647=113+127+131+137+139}
  - 연속하는 소수(素數) 5개의 합으로 나타낼 수 있으며, 이 성질을 지닌 앞의 수는 617, 다음 수는 683이다.
- {\displaystyle 43^{17}-1}은 647로 나누어떨어진다.

## 과학
- NGC 647: 고래자리 방향에 있는 렌즈형은하.

## 교통

### 항공
- 페덱스 익스프레스 647편 착륙 사고

### 철도
- 서울 지하철 6호선 봉화산역의 역번호.

### 도로
- 647번 지방도: 충청남도 서산시 해미면 읍내리에서 당진시 석문면 장고항리까지 이어지는 대한민국의 지방도.
- 현도 제647호선

## 군사
- U-647(영어판): 제2차 세계 대전에 사용된 나치 독일의 군용 잠수함.

## 문화유산
- 대한민국의 보물 제647호: 천자총통

## 기타
- 연도: 647년, 기원전 647년